# Les Aristochats
Vous lisez un « article de qualité » labellisé en 2013.  Il fait partie d'un « thème de qualité ».
Série Classiques d'animation Disney
Le Livre de la jungle
(1967) Robin des Bois
(1973)
Pour plus de détails, voir Fiche technique et Distribution.
Les Aristochats (The Aristocats) est le 25e long-métrage d'animation et le 20e « Classique d'animation » des studios Disney. Sorti en 1970 et réalisé par Wolfgang Reitherman, ce film est inspiré par une histoire de Tom McGowan et Tom Rowe, qui met en scène des chats désignés comme héritiers par une vieille dame parisienne, aux prises avec un majordome qui souhaite bénéficier seul et rapidement de cet héritage.
Ce film est le dernier dont la production a été approuvée par Walt Disney, mort fin 1966, avant la réalisation du film. L'élément le plus important du film est sa musique, avec la participation de Maurice Chevalier et des frères Sherman. Malgré un succès en salles, les critiques négatives sont nombreuses surtout à cause de la réutilisation d'une recette classique, tant dans le scénario que dans l'animation, dans les acteurs ou dans la musique. Ces critiques sont vues comme une conséquence de la mort de Walt Disney tandis que d'autres évoquent les départs à la retraite progressifs de la plupart des artistes du studio. L'absence d'un méchant d'envergure est aussi un sujet de critiques.
Après Le Livre de la jungle en 1967, le film s'inscrit pour les spécialistes dans les prémices de la période de déclin des années 1970 qui précède une forme de léthargie tout au long des années 1980, avant le « Second âge d'or », débutant en 1989.

## Synopsis

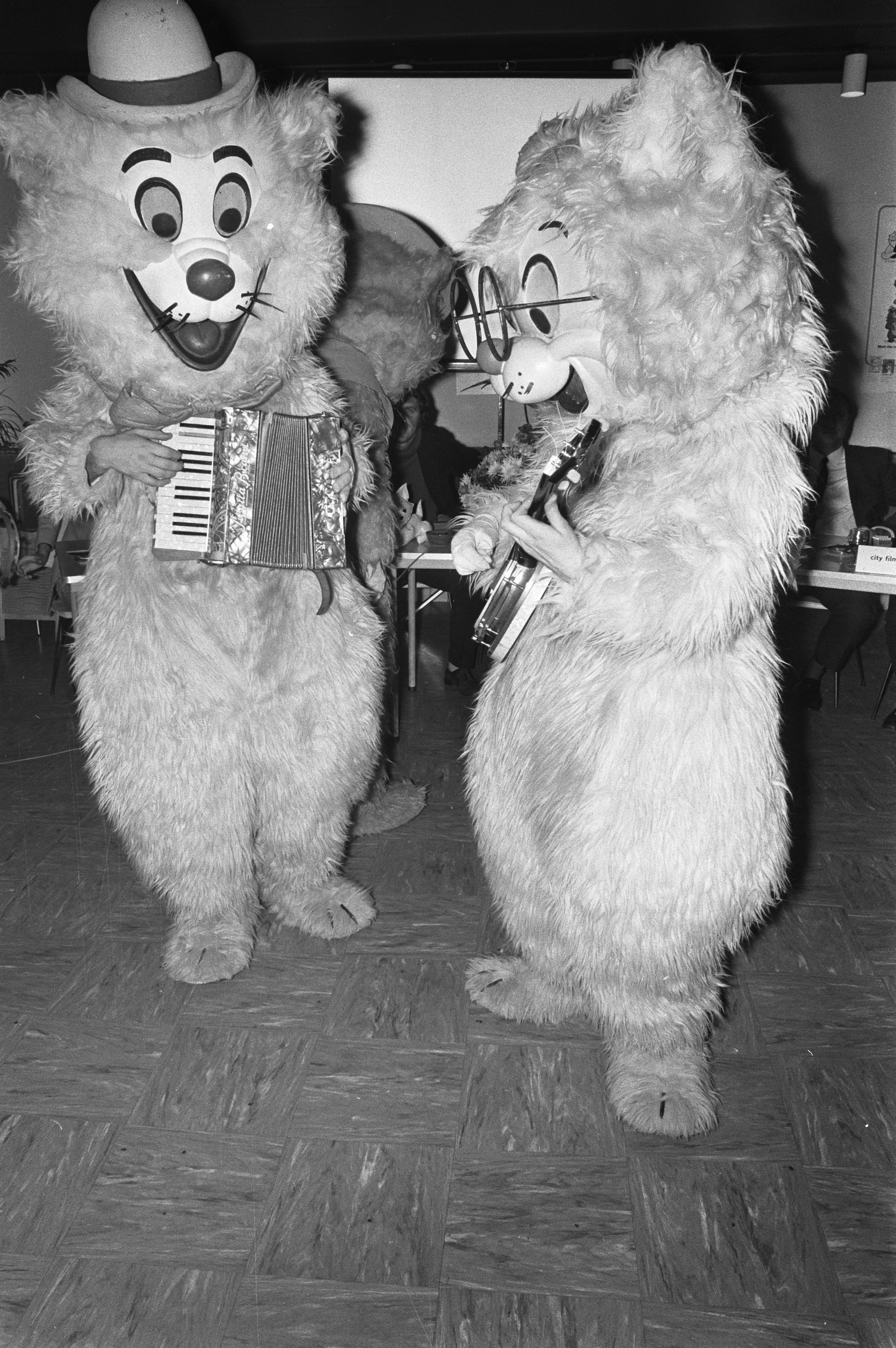
Costumes représentant Scat Cat (avec un accordéon) et un des membres de son groupe, à Amsterdam en 1971.

À Paris, en 1910, une chatte nommée Duchesse vit avec ses trois chatons, Marie, Toulouse et Berlioz, dans la demeure d'une ancienne chanteuse d'opéra, Adélaïde Bonnefamille. Cette riche vieille dame décide de faire son testament avec l'aide de son vieil ami avocat, Georges Hautecourt. Comme elle n'a pas de famille vivante, avec ses dernières volontés, elle lègue désormais toute sa fortune à ses chats et stipule que sa fortune leur appartiendra jusqu'à leur mort puis ira au majordome de la maison, Edgar. Ce dernier apprend la nouvelle par hasard grâce à un tube acoustique qui relie sa chambre à la pièce où se situent Madame Bonnefamille et son avocat. Pensant que les chats vont lui survivre, et très déçu de passer après eux dans le testament, Edgar décide alors de hâter la procédure en se débarrassant définitivement de toute la famille féline.
Edgar endort les chats en mettant des somnifères dans leur nourriture et part à la campagne pour les abandonner. Mais le projet est mis à mal par deux chiens de ferme, Napoléon et Lafayette. Edgar s'enfuit, perdant son parapluie, son chapeau et le panier avec les chats dans le side-car de sa moto pendant la lutte. Les chats sont abandonnés dans la campagne française tandis que, chez Mme Bonnefamille, la maîtresse de maison, la souris Roquefort et le cheval Frou-Frou s'aperçoivent de la disparition des félins. Le lendemain, Duchesse rencontre Thomas O'Malley, un chat de gouttière qui offre son aide pour guider la chatte et ses trois chatons à Paris, tout en adoptant une attitude de séducteur envers Duchesse. Pendant ce temps, Edgar savoure son succès, qu'il révèle à Frou-Frou, mais se rend compte aussitôt avec horreur que les affaires qu'il a abandonnées cette nuit-là sont autant d'indices qui peuvent l'incriminer.
Les chats se heurtent à plusieurs difficultés sur le chemin du retour. Ils tentent d'abord de faire clandestinement du stop à l'arrière d'un fourgon de lait avant d'en être chassés par le chauffeur. Par la suite, Marie tombe dans une rivière et O'Malley plonge pour la sauver. Aux abords d'un champ, le groupe rencontre deux oies anglaises, Amélia et Amélie, qui effectuent un tour de France. Les oies révèlent qu'elles ont l'intention d'aller à Paris, et Duchesse accepte de se joindre à elles. Lorsque le groupe arrive au Petit Café, ils rencontrent l'oncle des deux oies, Waldo, totalement ivre pour avoir été mariné dans du vin blanc par un chef du restaurant. Amélie et Amélia décident de reconduire leur oncle chez lui.
Une fois dans Paris, les chats se déplacent sur les toits de la ville et rencontrent Scat Cat et son groupe de chats musiciens, des amis de O'Malley. Duchesse et les chatons découvrent alors la bohème parisienne et chantent en chœur Tout le monde veut devenir un cat. Après le départ des musiciens, les chatons s'allongent dans un lit pendant que Duchesse et O'Malley s'installent sur un toit non loin pour discuter, mais ils sont écoutés par les trois petits depuis un rebord de fenêtre. Le sujet de discussion porte sur l'éventualité que Duchesse reste auprès de O'Malley et l'épouse, mais elle refuse par loyauté envers Madame Bonnefamille. Pendant ce temps, après une nouvelle course-poursuite avec les deux chiens, Edgar parvient à récupérer son side-car, son parapluie et son chapeau dans la ferme de Napoléon et Lafayette.
Les chats retrouvent le chemin de la maison et rentrent chez eux et O'Malley les quitte résigné. Edgar découvre Duchesse et les chatons revenus, les capture dans un sac et les cache dans le four. Les chats demandent à Roquefort de prévenir O'Malley pour qu'il les aide. O'Malley revient alors à leur secours et ordonne à Roquefort de trouver Scat Cat et ses amis pour qu'ils viennent en renfort.
Edgar retire les chats du four et les place dans une malle avec le projet de les envoyer à Tombouctou, en Afrique. O'Malley, Scat Cat, son gang et le cheval Frou-Frou s'attaquent à Edgar pendant que Roquefort libère Duchesse et les trois chatons. Les chats de gouttière parviennent à maîtriser Edgar afin que Frou-Frou le pousse et l'enferme dans la malle en partance pour l'Afrique.
Madame Bonnefamille retrouve ses chats, fait connaissance avec O'Malley et décide de changer son testament en remplaçant Edgar par O'Malley. Elle crée une fondation pour les chats errants de Paris. Lors de l'inauguration, Scat Cat et ses amis interprètent à nouveau Tout le monde veut devenir un cat. La dernière scène montre tous les animaux protagonistes réunis lors d'une fête : la famille de Duchesse et O'Malley, le groupe de Scat Cat, les oies Amélie, Amélia et leur oncle Waldo, le cheval Frou-Frou et la souris Roquefort, et même les deux chiens Napoléon et Lafayette. Ces deux derniers annoncent la fin du film en aboyant.

## Fiche technique
- Titre original : The Aristocats (parfois écrit The AristoCats)
- Titre français : Les Aristochats
- Réalisation : Wolfgang Reitherman, assisté de Ed Hansen et Dan Alguire
- Scénario : Larry Clemmons, assisté de Ken Anderson, Julius Svendsen, Frank Thomas, Vance Gerry, Eric Cleworth et Ralph Wright d'après Tom McGowan et Tom Rowe
- Conception graphique :
  - Direction artistique : Ken Anderson
  - Cadrage (Layout) : Don Griffith, assisté de Basil Davidovich et Sylvia Roemer
  - Décors : Al Dempster, assisté de Bill Layne et Ralph Hulett
- Animation :
  - Supervision : Milt Kahl, Ollie Johnston, Frank Thomas et John Lounsbery
  - Animation des personnages : Hal King, Eric Cleworth, Eric Larson, Fred Hellmich, Walt Stanchfield, Dave Michener et Julius Svendsen
  - Effets spéciaux : Dan MacManus et Dick Lucas
- Son : Robert O. Cook (supervision)
- Montage : Tom Acosta (film), Evelyn Kennedy (musique)
- Musique :
  - Compositeur : George Bruns
  - Chansons[1] : Terry Gilkyson (Thomas O'Malley Cat), Floyd Huddleston et Al Rinker (Everybody Wants To Be A Cat), Richard M. Sherman et Robert B. Sherman (The  Aristocats, Scales and Arpeggios, She Never Felt Alone)
  - Orchestrations : Walter Sheets
- Production : Wolfgang Reitherman et Winston Hibler ; Don Duckwall (direction de production)
- Société de production : Walt Disney Pictures
- Société de distribution : Buena Vista Pictures Distribution
- Pays d'origine :  États-Unis
- Langue originale : anglais
- Budget : plus de 4 millions de dollars[1]
- Format : Couleur (Technicolor IB) - 35 mm - 1,37:1 (1,75:1 - soft ou hard matte) - Mono (RCA Sound System)
- Durée : 78 minutes
- Dates de sortie :
  - États-Unis : 24 décembre 1970
  - France : 8 décembre 1971

Sauf mention contraire, les informations proviennent des sources suivantes : Leonard Maltin, John Grant, Mark Arnold et IMDb.

## Distribution

### Voix originales
- Phil Harris : Thomas « Abraham-De Lacey-Giuseppe-Casey » O'Malley[6]
- Eva Gabor : Duchess (Duchesse, voix parlée)
- Robie Lester : Duchess (Duchesse, voix chantée)
- Sterling Holloway : Roquefort
- Liz English : Marie
- Dean Clark : Berlioz
- Gary Dubin : Toulouse
- Scatman Crothers : Scat Cat
- Paul Winchell : Chinese cat (Chat siamois)
- Lord Tim Hudson : English cat (Chat anglais)
- Vito Scotti : Italian cat (Chat italien)
- Thurl Ravenscroft : Russian cat (Chat russe)
- Hermione Baddeley : « Madame » Adelaïde Bonfamille (Adelaïde Bonnefamille)
- Roddy Maude-Roxby : Edgar, the butler (le majordome) / Trunk mover (le camionneur)
- Charles Lane : Georges Hautecour, the lawyer (l'avocat)
- Nancy Kulp : Frou-Frou
- Ruth Buzzi : Frou-Frou (chant)
- Pat Buttram : Napoléon
- George Lindsey : Lafayette
- Monica Evans : Abigail (Amélie)
- Carole Shelley : Amelia
- Bill Thompson : Uncle Waldo (Oncle Waldo)
- Peter Renaday : Milkman (le laitier)

Sauf mention contraire, les informations proviennent des sources suivantes : Leonard Maltin, Mark Arnold et IMDb

### Voix françaises
- Claude Bertrand : Walter Giuseppe Désiré Thomas O'Malley
- Michèle André : Duchesse
- Anne Germain : Duchesse (chant)
- Roger Carel : Roquefort/Lafayette[7]
- Mark Lesser : Berlioz[7]
- Nicolas Cour : Berlioz (chant)
- Isabelle Germain : Marie (chant)
- Vanina Vinitzki : Marie (Dialogues)
- Vladimir Vinitzki : Toulouse
- Denise Grey : Mme Adélaïde Bonnefamille
- Jean-Henri Chambois : Edgar
- Alfred Pasquali : Georges Hautecour, le notaire[NB 1]
- José Germain : Scat Cat (chant)
- Henri Tallourd : Chat siamois
- Steve Gadler : Chat anglais
- Albert Augier : Chat italien
- Michel Seldow : Chat russe
- Jacques Provins : Frou-Frou
- Jacques Dynam : Napoléon
- Sylviane Mathieu : Amélie
- Nicole Riche : Amelia
- Jacques Hilling : Oncle Waldo
- Fernand Rauzena : le laitier

Sauf mention contraire ou complémentaire, les informations proviennent des cartons DVD ainsi que des sources suivantes : Voxofilm et Les Grands Classiques.

## Distinctions
Les Aristochats n'obtient aucune nomination ni récompense dans les festivals, ni dans les cérémonies majeures. Le film est seulement distingué par un prix catalan ainsi que pour ses performances au box-office allemand.

### Récompenses
- Prix Sant Jordi du cinéma 1972 : Meilleur film pour enfants[10]
- Goldene Leinwand 1973 : Film ayant attiré plus de 3 millions de spectateurs[11],[10]
- Goldene Leinwand 1981 : Film ayant attiré plus de 6 millions de spectateurs (1 étoile)[11],[10]

### Nominations
- Grammy Awards 1971 : Meilleur album pour enfants

## Sorties cinéma
Sauf mention contraire, les informations suivantes sont issues de l'Internet Movie Database.

### Premières nationales
- États-Unis : 11 décembre 1970  (première à Los Angeles, Californie) ; 24 décembre 1970 (sortie nationale)
- Brésil : 20 février 1971
- Argentine : 14 mai 1971
- Australie : 5 août 1971
- Italie : 13 novembre 1971
- Royaume-Uni : 22 novembre 1971
- Suède : 4 décembre 1971
- Espagne : 6 décembre 1971
- France : 8 décembre 1971
- Allemagne de l'Ouest : 16 décembre 1971
- Finlande : 17 décembre 1971
- Pays-Bas : 23 décembre 1971 (version anglaise) ; 24 décembre 1980 (version néerlandophone)
- Danemark : 26 décembre 1971
- Norvège : 26 décembre 1971
- Hong Kong : 20 janvier 1972
- Japon : 11 mars 1972
- Portugal : 25 octobre 1977  (limitée)
- Mexique : 6 décembre 1978
- Hongrie : 31 mars 1994
- Allemagne : 15 mai 1994

### Ressorties principales
- Italie : 18 décembre 1979
- Allemagne de l'ouest : 12 décembre 1980
- Australie : 19 décembre 1980, 31 mars 1994
- États-Unis : 19 décembre 1980, 10 avril 1987
- Japon : 20 juillet 1985
- Irlande : 25 mars 1994
- Royaume-Uni : 25 mars 1994
- France : 1er décembre 1982[13], 22 juin 1988[14], 30 mars 1994
- Allemagne : 15 mai 1994
- Norvège : 2 mai 2001 (Kristiansand International Children's Film Festival)

## Sorties vidéo
- 1er février 1995 - VHS (France)
- 23 avril 1996 - VHS (États-Unis et Québec)
- 1997 - VHS Image et LaserDisc
- 1999 - DVD (Europe)
- 4 avril 2000 - VHS et DVD (Québec) collection « classique or »
- 21 septembre 2001 - VHS et DVD (France) incluant Cousin de campagne
- 4 février 2008 - DVD Collector avec film remasterisé (États-Unis)[15]
- 26 mars 2008 - DVD Collector avec film remasterisé (France) incluant Gai, gai, baignons-nous[16]
- 8 août 2012 - Blu-ray

Toutes ces versions présentent le film dans son format d'origine, à l'exception de la version laserdisc qui est recadrée en panoramique.

## Origine et production

### Genèse
Les Aristochats est le dernier long-métrage initié par Walt Disney avant sa mort, en décembre 1966. Le scénario, inspiré d'une nouvelle d'Émile Zola intitulée Le Paradis des chats,,, l'avait intrigué, mais il n'avait pas eu le temps d'organiser une seule réunion avec un membre de l'équipe du projet. John Grant note qu'un court métrage d'animation réalisé en 1943 par Chuck Jones pour Warner Bros. s'intitule Un chat bien né (The Aristo-Cat) mais n'a aucun rapport avec le film de Disney.
Début décembre 1961, Walt Disney est à Londres avec plusieurs membres du studio et il demande à Harry Tytle, producteur et superviseur de production chez Disney, de rencontrer Tom McGowan pour concevoir des histoires animalières pour de futures productions. McGowan est le réalisateur du moyen métrage The Hound That Thought He Was a Raccoon (1960) et réside à Londres avec sa famille. Les deux hommes se rencontrent le 9 décembre 1961 et avant le début de l'année 1962, McGowan a déjà récolté plusieurs esquisses de scénarios auprès d'auteurs, dont l'une concerne une famille de chatons et leur mère à New York. Deux mois plus tard, Tytle est à Rome pour superviser le téléfilm Escapade in Florence avec Annette Funicello. McGowan informe Tytle que l'histoire a été complétée par Tom Rowe, un auteur américain vivant à Paris, dont il paie personnellement les dépenses.
À l'origine, il s'agit d'un projet en prises de vue de réelles en deux parties pour l'émission The Wonderful World of Disney sur National Broadcasting Company,. La première version du scénario écrite en 1962 par Tom McGowan et Tom Rowe s'étale sur 106 pages. Les deux hommes sont ensuite rejoints par Harry Tytle pour une seconde version, les deux versions prévoyant Boris Karloff dans le rôle du majordome et Françoise Rosay pour l'infirmière en chef (personnage ultérieurement abandonné). Tytle, qui avait déjà proposé que le film Les 101 Dalmatiens se déroule à Londres, suggère à nouveau le lieu du récit : Paris. En août 1962, le trio envoie une version finalisée aux studios Disney en Californie pour validation.
Le scénario initial a ainsi été écrit par Tom McGowan, Tom Rowe et Harry Tytle mais, à sa lecture, Walt Disney préfère qu'il soit revu pour en faire un long métrage d'animation,. Wade Simpson indique que ce n'est pas Walt Disney en personne qui a rejeté le scénario mais un subalterne et c'est pour cette raison que McGowan va chercher à outrepasser ce refus. Il rencontre Walt Disney à Londres, évoque son projet et dépose le script dans une enveloppe à son hôtel le Connaught. À peine rentré chez lui, McGowan reçoit un appel de Walt Disney qui venait de lire le scénario et qui lui dit qu'il souhaite faire un film. Walt Disney s'envole alors pour Lisbonne pour y retrouver Tytle, à qui il demande dans l'avion du retour d'acheter les droits de l'histoire puis de le produire comme un téléfilm et d'assigner McGowan à la réalisation. Le 30 août 1962, Tytle et McGowan débutent six jours d'âpres négociations pour les droits du téléfilm, McGowan acceptant de conserver les droits sur les produits dérivés. En janvier 1963, Tytle est hospitalisé à Londres et en profite pour revoir le scénario avec McGowan et Rowe qui est envoyé le 1er février en Californie avant le tournage à Paris. C'est en juin 1963 que Tom Rowe signifie par écrit à Harry Tytle son mécontentement du traitement effectué par le studio et Walt Disney confie à Tytle la charge de répondre que les altérations, validées par Walt Disney lui-même, seront conservées. McGowan essaye en vain de récupérer les droits, avec la volonté de produire le film seul. En août 1963, Walt Disney demande une copie du script et, deux jours plus tard, Card Walker annonce que Les Aristochats sera le prochain long métrage d'animation du studio. Le projet n'avance pas avant mai 1964, date à laquelle des réunions internes se mettent en place. Le 25 novembre 1964, Tytle évoque dans son journal personnel avoir travaillé sur des points comiques du scénario avec Walt Disney et qu'il avait proposé les frères Sherman pour la musique. Alors que le projet a changé de mains, Walt Disney qualifie le travail de Rowe de « bon mais pas essentiel. »

### Reprise du projet à la mort de Walt Disney
Avec la production du Livre de la Jungle (1967) qui accapare Walt Disney, le projet est repoussé. Peu de temps avant son décès le 15 décembre 1966, Walt Disney en étudie les storyboards dessinés par Ken Anderson et autorise la production. Pour John Grant, la mort de Walt Disney relance la production, car l'absence d'autres projets pousse le studio à suivre en quelque sorte les dernières volontés du fondateur disparu. Anderson devient une fois de plus le directeur artistique d'une production Disney. Des éléments écrits par Rowe sont remplacés. Ainsi, une souris est ajoutée et le personnage de la bonne Elvira qui voulait tuer les chatons, interprété dans les versions d'essai par Elsa Lanchester, est supprimé. Malgré les nombreux changements, Rowe tente toutefois un procès contre Disney en vertu des lois françaises mais la plainte est classée sans suite.
Les Aristochats est également la dernière prestation de Bill Thompson, qui avait prêté sa voix à de nombreux personnages Disney depuis Alice au pays des merveilles (1951) ainsi qu'à Droopy. Il contient de nombreuses similarités avec Les 101 Dalmatiens (1961), comme les fourgons qui apparaissent dans les deux films et l'enlèvement d'animaux qui est au centre des deux trames. Christopher Finch ajoute que la romance entre Duchesse et O'Malley ressemble beaucoup à celle de Lady et du Clochard dans La Belle et le Clochard (1955). À l'instar des 101 Dalmatiens et du Livre de la Jungle, cette œuvre doit beaucoup au travail sur la personnalité des personnages basée sur la voix des acteurs. Maltin indique que, comme Le Livre de la jungle, Les Aristochats utilise une palette de vedettes hollywoodiennes pour leur personnalité : Phil Harris est Thomas O'Malley, Eva Gabor est Duchesse.
Le studio essaye d'engager Louis Armstrong pour Scat Cat, un chat très jazzy conçu avec à l'esprit Satchmo, mais c'est Scatman Crothers qui prête sa voix. Wolfgang Reitherman indique dans les colonnes du International Cinematographers Guild Magazine que les personnages de Thomas O'Malley et Baloo dans Le Livre de la jungle tous deux interprétés par Phil Harris et basés sur sa personnalité, n'ont pas exactement le même modèle, O'Malley étant plutôt inspiré par Clark Gable alors que Baloo avait pour modèle initial Wallace Beery. Reitherman dit aussi qu'Eva Gabor est probablement la voix féminine la plus originale jamais utilisée dans un dessin animé. Lors de la préparation de la scène où O'Malley tombe dans la rivière, Harris a exécuté toutes les demandes des animateurs mais il a aussi proposé des modifications pour rendre la scène plus divertissante. Plus tard durant la production, Harris a demandé à ne faire qu'une seule prise pour l'enregistrement de sa voix au lieu de découper la scène comme habituellement et d'installer une baignoire pleine d'eau dans le studio. Il s'est ensuite assis dans la baignoire avec l'eau jusqu'au menton, un micro installé près de lui, et a demandé la diffusion de la scène. Durant la prise, il plongeait la tête sous l'eau pour bien reproduire l'effet de noyade.
La scène avec les deux chiens de ferme, Napoléon (Pat Buttram) et La Fayette (George Lindsey), qui s'en prennent aux voleurs, a tellement plu à la production que le scénario a été modifié pour que le majordome revienne dans la ferme, le prétexte étant l'oubli de son parapluie. Les deux chiens font ainsi une seconde apparition. Alors qu'au début le film lui-même indique 1910 comme date et que la majorité des auteurs reprennent cette année, John Grant situe l'histoire dans les années 1930.
La production dura quatre ans, et coûta, selon les souvenirs de Wolfgang Reitherman, environ 4 millions de dollars,. Il comprend plus de 325 000 dessins, 20 séquences principales pour 1 125 scènes séparées, et 900 décors,. Il a été réalisé par 35 animateurs et plus de 200 autres artistes.

### Musique

#### Compositions des frères Sherman

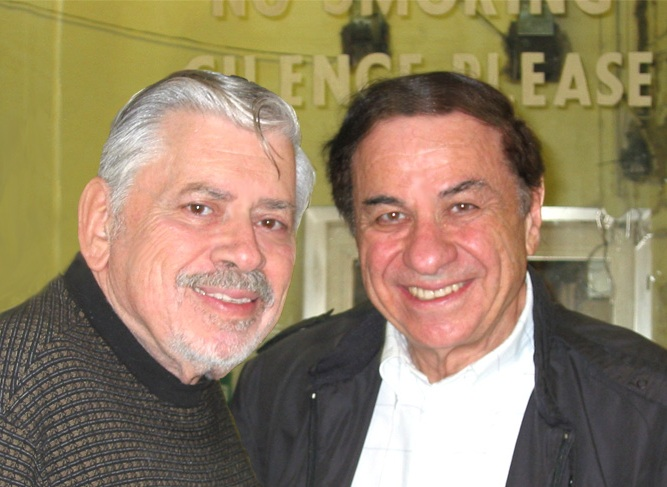
Les frères Sherman en 2002.

C'est la dernière participation des frères Sherman (Richard et Robert) à un long métrage d'animation Disney en raison d'une frustration vis-à-vis des choix pris par la direction après la mort de Walt Disney. Pour le studio Disney, les frères Sherman achèvent à l'époque leur travail sur L'Apprentie sorcière (1971) et, sortant de leur retraite, ils composeront quelques chansons pour Les Aventures de Tigrou (2000).
Pour Les Aristochats, les frères Sherman composent une longue liste de chansons mais seules deux et demie sont conservées : The  Aristocats (Les Aristocats), Scales and Arpeggios (Gammes et Arpèges) et She Never Felt Alone (à moitié seulement). Cette dernière devait s'intituler Pourquoi (and Why) avant d'être renommée temporairement I Never Feel Alone et devait être la chanson de Madame Adelaïde Bonnefamille. Duchesse reprenait le même thème et c'est finalement cette seule reprise qui a été conservée. Une autre composition intitulée Le Jazz Hot devait être le pendant de I Wanna Be Like You (Être un homme comme vous) dans Le Livre de la jungle (1967) mais la production a préféré Everybody Wants To Be A Cat (Tout le monde veut devenir un cat) de Floyd Huddleston et Al Rinker. Une chanson devait être associée à un personnage non conservé, la partenaire criminelle du majordome, Elvira la femme de chambre. Le duo Edgar-Elvira avait une scène romantique durant laquelle il chantait How Much You Mean to Me (and Court Me Slowly).
Les frères Sherman avaient aussi écrit une chanson pour Thomas O'Malley, My Way's the Highway, qui fut remplacée par Thomas O'Malley (Thomas O'Malley Cat) de Terry Gilkyson, avec un texte autobiographique. Également intitulée I'll Fly the Highway, la chanson fut reprise et incluse dans un album édité par Disneyland Records nommé The Orange Bird et destiné à promouvoir le restaurant The Sunshine Terrace du parc Magic Kingdom de Walt Disney World Resort, espace sponsorisé par les producteurs de citron de Floride. Les paroles de la chanson évoquent en effet un lieu ensoleillé, ce qui collait avec le thème du restaurant. La chanson Thomas O'Malley a été enregistrée sous deux versions : l'une assez simple et l'autre plus élaborée avec un orchestre de jazz au complet, mais c'est la première qui fut retenue pour le film. Le thème musical associé à O'Malley a été composé par Terry Gilkyson, déjà auteur du thème de Baloo dans Le Livre de la jungle.
La traduction française des paroles est signée Christian Jollet, qui a travaillé sur les versions francophones de plusieurs productions Disney telles que Merlin l'Enchanteur (1963) et  Robin des Bois (1973).

#### Participation de Maurice Chevalier

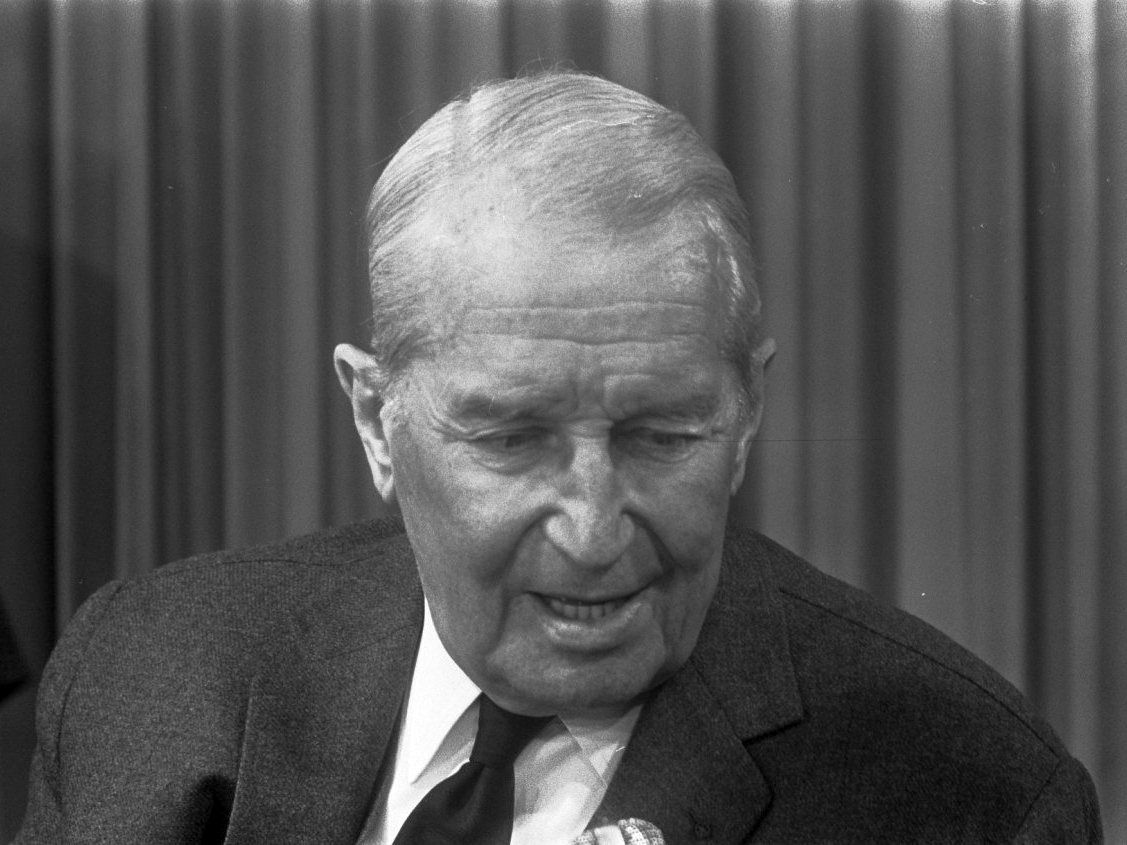
Maurice Chevalier en 1968.

En 1965-1966, Walt Disney propose au chanteur et acteur Maurice Chevalier de sortir de sa retraite cinématographique et de jouer le rôle du père Sylvain dans Rentrez chez vous, les singes ! (1967), ce qu'il accepte. Quand le studio Disney vient en 1969 demander à Maurice Chevalier, alors âgé de 80 ans, de chanter pour Les Aristochats, le chanteur accepte aussi, à la surprise de tout le monde. Selon John Grant, c'est Bill Anderson, producteur du studio, qui aurait demandé à Maurice Chevalier de participer au film, alors que, selon Jérémie Noyer, ce serait le réalisateur Wolfgang Reitherman.
On peut aussi noter que les frères Sherman ont déjà rencontré Maurice Chevalier lorsque celui-ci a travaillé avec leur père Al Sherman en 1930 dans le film La Grande Mare, dans lequel il chante notamment Livin' in the Sunlight, Lovin' in the Moonlight. Le chanteur utilisait des chansons des frères Sherman dans ses spectacles, débutant souvent par  la chanson There's a Great Big Beautiful Tomorrow de l'attraction Carousel of Progress et clôturant par It's a Small World. C'est en pensant à Maurice Chevalier que le duo d'auteurs-compositeurs a écrit le thème du film Les Aristochats. Ils ont enregistré une version de test interprétée par Dick Van Dyke et qui fut envoyée à Maurice Chevalier.
Maurice Chevalier accepte par amitié pour Walt Disney,. Ce fut là sa dernière prestation car il meurt le 1er janvier 1972. Au sujet de sa participation, Maurice Chevalier écrit, dans une lettre adressée à Bill Anderson, qu'il n'aurait « accepté pour personne d'autre et quelle que soit la somme proposée, sauf pour l'honneur de montrer l'amour et l'admiration pour le seul et unique Walt ». La version avec Maurice Chevalier n'est toutefois pas présente sur le disque sorti chez Disneyland Records.

#### Bande originale
Le film ne compte que six chansons composées par les frères Sherman. Il comporte également des extraits de « La donna è mobile » (Rigoletto) de Giuseppe Verdi, de la suite orchestrale de Carmen de Georges Bizet et des chansons traditionnelles Rock-a-bye Baby (en) et Ta-ra-ra Boom-de-ay (en).
- Les Aristocats (The Aristocats) - Maurice Chevalier
- Gammes et Arpèges (Scales and Arpeggios) - Marie, Berlioz et Duchesse
- Thomas O'Malley (Thomas O'Malley Cat) - O'Malley
- Tout le monde veut devenir un cat (Everybody Wants to Be a Cat) - Scat Cat, O'Malley, Marie, Duchesse et les chats
- She Never Felt Alone - Duchesse
- Tout le monde veut devenir un cat (Reprise) - Les Chats, Frou-Frou et oncle Waldo

En raison des multiples éditions, les autres bandes originales sont présentées dans la section sur les produits dérivés.

### Les personnages

#### Les chats

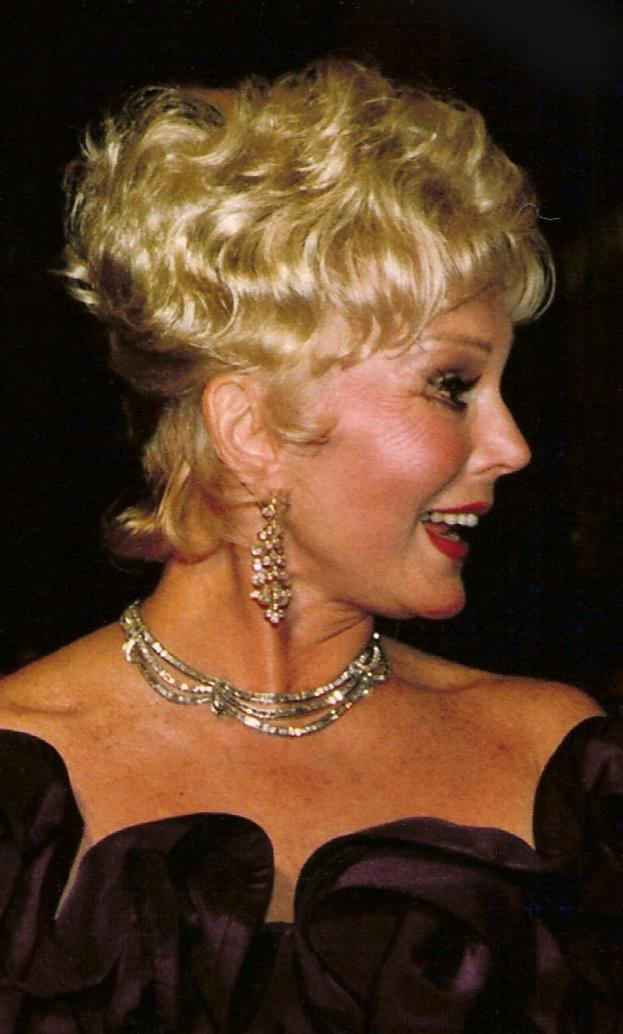
Eva Gabor (ici vers 1995) inspire et double le personnage de Duchesse.

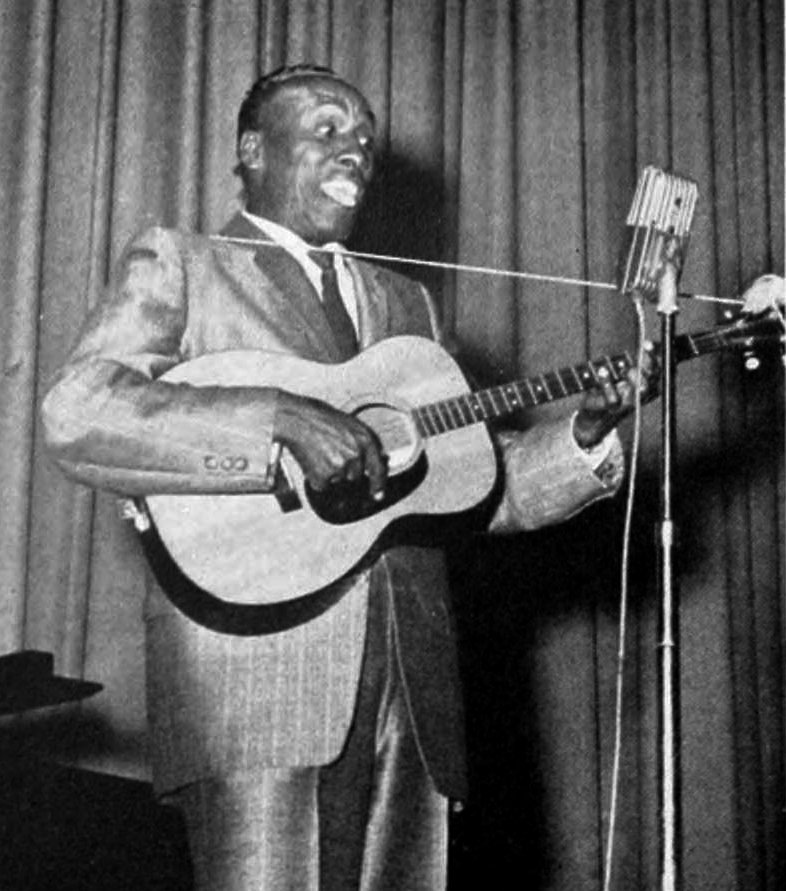
Scatman Crothers (ici en 1960), interprète de Scat Cat.

Duchesse est la chatte de pedigree, mère de la portée de trois chatons de Madame Bonnefamille. Le caractère du personnage est basé sur Eva Gabor qui lui prête sa voix, une vraie lady selon Wolfgang Reitherman, et le personnage donne l'impression d'être parfaitement au courant de son statut aristocratique. Toutefois c'est Robie Lester, narratrice pour Disneyland Records depuis 1965, qui assure le chant dans le film mais aussi le chant et les paroles pour la version narrée du disque. Duchesse est de couleur blanche, élancée et féline, avec une queue touffue et un collier doré, toujours joliment apprêtée avec un visage élégant, comme son modèle. Eva Gabor lui donne en anglais une voix dont chaque mot commençant par le son W est prononcé comme un son V, ce que Grant associe à la prononciation européenne, si ce n'est française. Pour Thomas et Johnston, Eva Gabor offre aussi son charme et son élégance. Duchesse distille son éducation à ses trois chatons et cela fonctionne sauf peut-être pour Toulouse. Pour Grant, Duchesse est un exemple du triomphe répété par les animateurs de Disney, celui de parvenir à donner à un animal de dessin animé beaucoup de traits humains tout en conservant ceux essentiels de l'animal. Afin de mieux rendre compte des émotions des chats lors de la scène finale, les animateurs ont volontairement ignoré les règles de réalisme en faisant s'enrouler les queues de Thomas O'Malley et Duchesse ensemble, ce qui est anatomiquement impossible. L'émotion est renforcée par les expressions des chatons regardant la scène.
O'Malley, de son nom complet Abraham de Lacy Giuseppe Casey Thomas O'Malley,, est le véritable héros du film, une sorte de « chevalier blanc en armure » qui sauve Duchesse puis, d'abord contre son gré, ses trois chatons. En français son nom a été traduit en Walter Giuseppe Désiré Thomas O'Malley. Dans le film, le personnage déclare toutefois s'appeler J. Thomas O'Malley ce qui semble être un hommage à J. Pat O'Malley, acteur régulier des productions Disney depuis la fin des années 1940. Le scénario permet l'évolution de O'Malley d'un chat de gouttière bon vivant et indépendant vers un père adoptif brave, aimant et protecteur. Grant liste trois faits de bravoure : l'arrêt du camion de lait en se jetant devant, le sauvetage de Marie emportée par la rivière et le combat contre Edgar. En termes de caractère et d'évolution, le personnage s'approche de Baloo dans Le Livre de la jungle, avec lequel il partage également un certain embonpoint et surtout la voix de Phil Harris dans la version originale, tout comme celle de Claude Bertrand dans la version française. Claude Bertrand assure non seulement les dialogues français mais aussi les chansons de O'Malley, ce qu'il n'avait pas fait avec Baloo ni avec Petit Jean dans Robin des Bois, dont les chansons étaient interprétées par Jean Stout.
Les trois chatons sont Marie, Toulouse et Berlioz. Les noms des deux chatons masculins rendent hommage à des artistes français, le peintre Henri de Toulouse-Lautrec et le compositeur Hector Berlioz. Toulouse et Marie ont une personnalité assez prononcée tandis que, selon John Grant, Berlioz est plus « bidimensionnel », semblable aux chatons d'animation des autres studios et non de Disney. John Grant décrit Marie comme « le genre de petite fille avec qui les petits garçons craignent d'être forcés de jouer et se souviennent en tremblant le reste de leur vie. » C'est la « fille à sa maman », toute blanche et avec un nœud rose dans les cheveux, mais dont la gentillesse est plutôt feinte, provoquant des chamailleries auxquelles elle se soustrait avant d'être punie. Toulouse est un chaton bagarreur qui ne craint rien ni personne, tentant même de se battre avec Thomas O'Malley. Ce chaton donne l'impression d'être un boxeur miniature maintenu à distance d'une seule patte par l'adulte lui faisant face. Ollie Johnston, responsable de l'animation des chatons, a réalisé de nombreuses esquisses d'après des films pour découvrir ce qui rend un chaton mignon et attirant.
Scat Cat et son groupe de joyeux chats jazzies font partie des plus intéressants seconds rôles des films Disney mais seul le chef possède une identité. Scat Cat devait être interprété par Louis Armstrong mais le chanteur était souffrant et il est d'ailleurs mort peu après la sortie du film. Avec Armstrong et Chevalier chantant dans le même film, l'affiche aurait eu beaucoup d'effet mais c'est Scatman Crothers qui prête sa voix à Scat Cat, se l'appropriant avec superbe. Les quatre autres chats du groupe sont identifiés par leur accent, chinois, anglais, italien et russe. Pour ce groupe de jazz, les animateurs ont réussi, comme pour Duchesse, O'Malley ou les chatons, à conserver la part féline de ces musiciens. Collectivement, ils forment un personnage composite qui permet de conserver l'esprit de la musique jazz.

#### Autres animaux
Roquefort est une souris civilisée dont la voix originale est fournie par un habitué du studio Disney, Sterling Holloway, qui avait déjà prêté sa voix à la cigogne dans Dumbo (1941), à Fleur adulte dans Bambi (1942), au Chat de Chester dans Alice au pays des merveilles (1951) et Kaa dans Le Livre de la jungle (1967). Le personnage a été conçu comme un brave petit compagnon, charmant, débrouillard et loyal, ayant beaucoup d'amitié pour les chats de la maison de Madame Bonnefamille. Il bafouille quand il est inquiet. Son animation est réalisée par Eric Larson, qui est d'ailleurs son œuvre ultime avant de se retirer de l'animation pour former les nouveaux artistes sur l'art du dessin animé. Frou-Frou est une vieille jument appartenant à Madame Bonnefamille dont la voix est celle de Nancy Kulp. Son rôle est d'obtenir la confiance d'Edgar après avoir enlevé les chats, le majordome prenant le cheval pour un âne (au sens figuré d'imbécile), mais aussi de le projeter dans les airs, la jument étant le seul animal du film qui est assez grand et fort pour le faire.

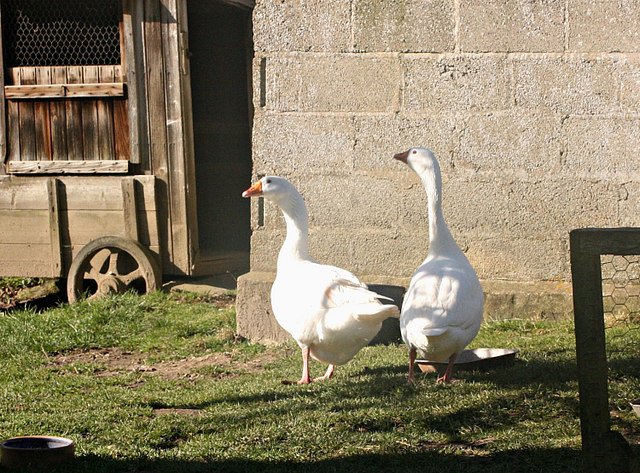
Deux oies blanches.

Amelia et Amélie (Abigail en anglais) Gabble sont deux oies, sœurs et vieilles filles à l'anglaise, dont les voix originales sont celles de Carole Shelley et Monica Evans. Leur comportement alterne entre retenue britannique presque glaciale, conseils des meilleures écoles et rires incontrôlés. Ollie Johnston, responsable de l'animation des oies, s'est basé sur des photographies pour ses esquisses et a essayé de leur donner un caractère vaniteux et frivole. Les animateurs avaient essayé de filmer deux oies dans la ferme d'un ami de l'un d'eux, parmi des poules et une dinde, mais le bruit continu de la caméra a fait fuir les oies et la plupart des volatiles. Les observations qu'ils ont faites dans cette ferme leur ont toutefois permis de reproduire la position des cous presque toujours entrelacés lorsque les oies marchent ensemble. L'animation des oies avec leur long cou s'est vue simplifiée par le travail préalable sur le serpent Kaa du Livre de la jungle, aussi utilisé sur Triste Sire dans Robin des Bois (1973), les animateurs ayant envisagé différentes solutions pour pallier l'absence de bras et de visage détaillé. Les deux sœurs sont choquées de découvrir que Thomas O'Malley n'est pas le mari de Duchesse mais acceptent d'aider les chats à retourner à Paris, usant de la disposition en V des canards et oies migrateurs. Leur rôle dans le film est mineur mais elles apprennent à nager à O'Malley et permettent d'agrémenter le retour à Paris. Arrivées en ville, elles retrouvent leur oncle Waldo au "Petit Café", où l'oie est servie à la provençale marinée dans le vin blanc.
Les deux chiens de ferme Napoléon et Lafayette sont deux militaires dont l'idée obsessionnelle selon laquelle tout envahisseur doit être repoussé provoque un effet comique. Dans la version originale, leurs voix sont celles d'Américains campagnards mal éduqués afin de donner l'impression d'être des Français rustiques. Napoléon est le chef des deux chiens, agissant un peu comme le Colonel dans Les 101 Dalmatiens (1961).
Comme pour les chatons Toulouse et Berlioz, les noms de certains personnages font référence à la France, où se déroule l'histoire : la souris tire son nom du fromage de Roquefort, la jument est nommée d'après un mot français faisant notamment référence à une chanson de la fin du XIXe siècle, et les chiens prennent l'identité de deux militaires historiques connus des Anglo-Saxons, Napoléon Bonaparte et le Marquis de Lafayette.

#### Les humains
Madame Adélaïde Bonnefamille, dont le nom est orthographié « Bonfamille » en anglais, est une riche femme excentrique dont le rôle est assez mineur mais fondamental. Sa voix originale est celle de Hermione Baddeley, actrice réputée qui avait fourni selon Reitherman une interprétation formidable du rôle de la bonne dans Le Plus Heureux des milliardaires (1967). Pour Grant, le personnage de Madame Bonnefamille reprend l'adage de « tel chien, tel maître » et ressemble donc par ses traits aristocratiques à Duchesse, un peu comme ce qui avait déjà été fait par les studios Disney dans Les 101 Dalmatiens (1961).
Le majordome Edgar tient le rôle du méchant mais, selon Grant, son crime est d'être atteint par le péché de l'impatience. C'est un méchant à l'anglaise, habillé d'une veste bordeaux et un pantalon gris-bleu. Sa voix originale est empruntée à Roddy Maude-Roxby qui, selon Reithermann, « donne le ton snob d'un Anglais qui a rigolé pour la dernière fois il y a deux ans. » Maude-Roxby donne aussi sa voix au livreur, sans effet snob. Edgar désire recevoir immédiatement l'héritage de Mme Bonnefamille et non attendre la mort des chats désignés comme héritiers. Grant remet en cause la pertinence du scénario car Edgar aurait pu patienter quelques années jusqu'à la mort des chats tandis que sa solution consistant à les éloigner n'empêcherait pas Madame Bonnefamille d'adopter une autre famille féline ni de changer une fois de plus son testament. Selon lui, la méchanceté d'Edgar se limite à endormir les chats avec un somnifère dans leur lait alors qu'il aurait pu mettre un poison mortel, donc il fait pâle figure face à Cruella d'Enfer dans Les 101 Dalmatiens.
Grant détaille deux autres humains : l'avocat Georges Hautecourt et le vendeur de lait. Hautecourt est décrit par Wolfgang Reitherman comme le plus vieil avocat du monde, avec des cheveux blancs de part et d'autre d'une tonsure et de larges sourcils, ce qui peut faire de lui le grand-père préféré de nombreux enfants. Le chauffeur du camion de lait est un Français à l'épaisse et large moustache qui, dans la version originale, ne prononce que deux mots en français, « Sapristi » et « Sacrebleu », parlant en anglais avec un accent français le reste du temps. Sa voix est celle de Peter Renaday, acteur ayant prêté sa voix à de nombreux personnages de Disney dont Mickey Mouse ou le fantôme accueillant les visiteurs dans l'attraction Haunted Mansion.
La plupart des humains ont été animés par Milt Kahl et John Lounsbery. En apprenant qu'il devait animer la scène finale entre Madame Bonnefamille et son avocat, Lounsbery déclara qu'il était « trop difficile d’animer [seul] les personnages conçus par Kahl ».

## Sortie et accueil

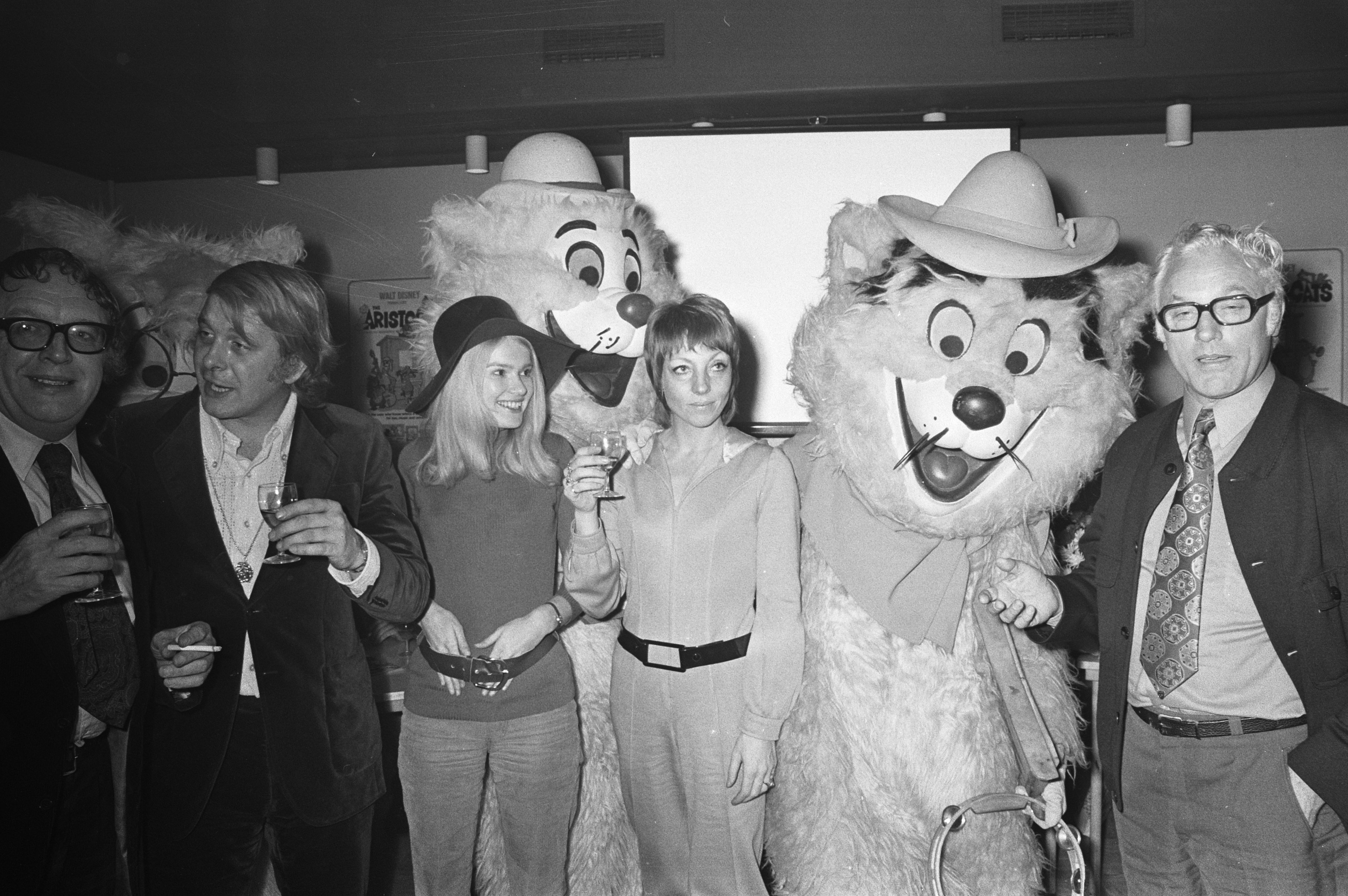
Promotion du film à Amsterdam en 1971, avec des costumes représentant deux personnages dont Scat Cat.

Pour les détails concernant l'accueil critique, voir la section « Analyse ».
Le film Les Aristochats sort aux États-Unis pour la période de Noël 1970. Il est toutefois précédé dès l'été par la publication d'un album narré par Peter Renaday et Robie Lester dans la collection Storyteller Series ainsi qu'une publication en bande dessinée hebdomadaire adapté par Frank Reilly avec de dessins de John Ushler publiée durant 17 semaines entre le 6 septembre et le 27 décembre 1970. Une seconde version d'un seul tenant sur 31 pages a été publiée dès mars 1971 dans le numéro 30 du magazine Gold Key one shots avec des dessins d'Al Hubbard et rééditée en 1973 dans le numéro 16 du magazine Walt Disney Showcase,. La première du film a lieu le 24 décembre 1970.
La sortie du film aux États-Unis est un succès et la sortie en Europe, plus particulièrement en France, dépasse les performances américaines. Il rapporte 10,1 millions de dollars aux États-Unis et 16 millions supplémentaires à l'international, et permet au studio d'animation Disney d'affirmer sa prééminence. Selon John Grant, le succès est fulgurant mais de nombreuses critiques sont déçues par « quelques broutilles. » La plupart d'entre elles regrette que Les Aristochats soit une continuité des productions précédentes. En 1971, Gold Key Comics entament deux séries de comics issues de l'univers des Aristochats intituiée The Aristokittens et  O'Malley and the Alley Cats. Peu après la sortie du film, David Duff publie une biographie de la reine Victoria et du prince Albert, publiée en 1973, dans laquelle une erreur de typographie s'est insérée dans un titre de chapitre intitulé Albert and the Aristocats, erreur que la femme de l'auteur avait prise pour un trait d'esprit et n'avait donc pas corrigée.
Le film ressort en décembre 1980 puis en 1987 rapportant respectivement 18 et 17 millions de dollars supplémentaires,,. En décembre 2005, les studios Disney, au travers des DisneyToon Studios, commencent à produire une suite intitulée The Aristocats 2, pour une sortie prévue en DVD en 2007, mais le projet est finalement abandonné entre fin 2005 et début 2006. Cette annulation est la conséquence de mesures économiques que les studios ont décidées pour faire face au coût plus élevé que prévu des productions en images de synthèse, notamment La Fée Clochette (2008). Un projet de série télévisée, lui aussi abandonné, avait également été impulsé par Michael Eisner en 2003.
Disponible en VoD sur la chaîne Disney+, le film Les Aristochats est d'abord assorti en 2019 d'un avertissement qui stipule qu'il est "susceptible de contenir des représentations culturelles désuètes." En 2020, cet avertissement est modifié et déclare que le film "comprend des représentations négatives et/ou un mauvais traitement de personnes ou de cultures." Cet avertissement concerne la scène où le chat siamois Shun Gon joue du piano en utilisant des baguettes,.

## Analyse
Les Aristochats fait partie des nombreux longs métrages d'animation de Disney utilisant des animaux domestiques comme base, l'un des deux principaux thèmes avec les contes de fées. Pour Leonard Maltin, cette nouvelle production est une surprise agréable pour ceux qui n'ont pas apprécié Le Livre de la jungle (1967), se référant à la longue analyse de Michael Barrier dans le magazine Funnyworld. Ken Anderson se souvient que Roy Disney souhaitait fermer le département animation du studio après Le Livre de la jungle mais aucun document interne n'a été émis en ce sens. En revanche, pour Bob Thomas, le film n'a rien d'innovant tout comme Robin des Bois (1973) par rapport aux Aventures de Bernard et Bianca (1977). Pour Robin Allan, Les Aristochats comme Robin des Bois sont le reflet de la torpeur qui gagne les studios Disney après la mort de leur fondateur. Allan ajoute que, pour ces deux films, les meilleurs animateurs encore présents chez Disney n'ont pas réussi à montrer l'étendue de leur créativité, réutilisant au contraire des ressources précédemment produites et se souvenant des préférences de Walt Disney plutôt que de prendre leurs propres décisions. Frank Thomas indique qu'au début de la production des Aristochats, ils étaient fortement conscients de l'absence de Walt Disney pour les guider, leur montrer le chemin ou agiter les idées.

### Utilisation d'une recette préexistante

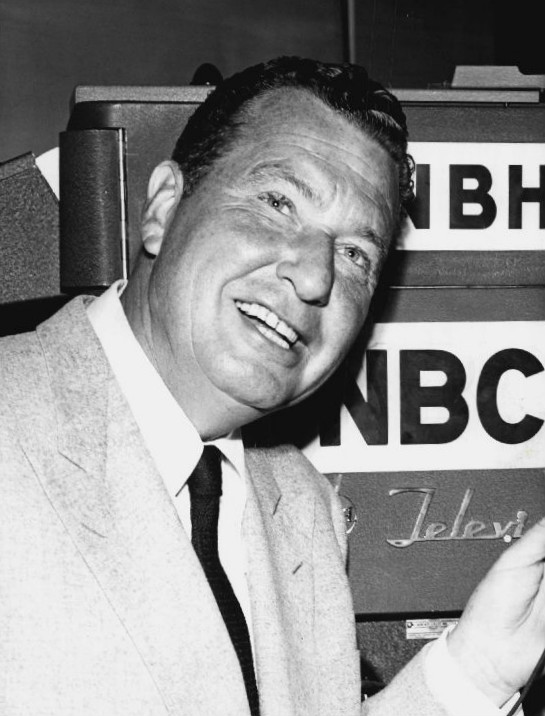
Phil Harris (ici en 1956), acteur régulier des productions Disney de l'époque.

Une des principales critiques concernant Les Aristochats concerne sa ressemblance, tant au niveau de la technique que du scénario et du choix des acteurs, avec les précédentes productions Disney. David Koenig écrit que le film est une version féline de La Belle et le Clochard (1955) qui rencontre Les 101 Dalmatiens (1961), donc quelque chose de déjà vu. John Grant évoque plusieurs critiques de l'époque qualifiant aussi le film de version féline des 101 Dalmatiens, le résultat « d'une recette reprise et mélangée avec de nouveaux ingrédients puis réchauffée pour faire croire à un nouveau plat. » Grant concède la critique au niveau technique et évoque une critique qui a surgi avec la sortie du film Le Livre de la jungle (1967), l'usage de la personnalité des acteurs pour créer celles des personnages animés. Selon Leonard Maltin, le problème concerne surtout Phil Harris interprétant Baloo dans Le Livre de la jungle puis qui reprend plus ou moins le même jeu d'acteur avec Thomas O'Malley dans Les Aristochats et avec Petit Jean dans Robin des Bois (1973). Il faut aussi rappeler que c'est le même compositeur, Terry Gilkyson, qui a écrit le thème musical de Baloo et celui de O'Malley. Pour Charles Salomon, Harris répète le même type de personnage. Pour Grant, c'est cette réutilisation d'une même formule, celle d'un personnage apprécié par le public pour Baloo puis pour O'Malley, qui a offensé les critiques. Grant interprète la scène où le chaton Toulouse cherche à se battre avec O'Malley comme un rappel de la scène entre Baloo et Mowgli dans Le Livre de la jungle, escarmouche donnant naissance à leur amitié. Pour Charles Salomon, ce point démontre que l'équipe Disney, sans la présence du créateur des studios, réutilise les formules qui ont fonctionné. Jay P. Telotte écrit pour sa part que Les Aristochats et Robin des bois font partie des projets réalisés avec peu d'efforts par les animateurs pendant 15 ans après la mort de Walt Disney. Les animateurs Frank Thomas et Ollie Johnston précisent que ce film fait partie des longs métrages réalisés avant que les équipes de Disney soient profondément réduites par les départs en retraite.
Les Aristochats comporte selon Maltin de nombreuses similarités avec Les 101 Dalmatiens mais également un certain charme et un humour qui aident à couvrir un scénario assez peu inspiré. Selon Michael Barrier, ces deux caractéristiques créent une atmosphère qui éloigne le film de son prédécesseur, évitant l'écueil de la simple copie. Koenig donne un avis plus nuancé : « le film est plaisant même s'il ressemble à un chauffeur de taxi en costume-cravate, trop bien habillé et aucun nouveau lieu où aller. » Pour Maltin, la pire insulte au film serait de le considérer peu marquant alors qu'il est délicatement réalisé et agréable ; sa trame, bien que superficielle, possède comme les personnages une certaine résonance. Affirmant que le film est très bon, John Grant note qu'il faut regarder chaque long métrage d'animation de Disney comme une entité unique sinon les critiques [issues] d'une comparaison sont hors de propos. Grant conclut que « ce n'est pas la faute des Aristochats si les 101 Dalmatiens sont un des meilleurs films d'animation de tous les temps. »
Rosina Lippi-Green indique, dans une étude des parlers anglophones dans les films d'animation Disney, que le personnage de Thomas O'Malley, avec un argot américain socialement marqué, et Duchesse, avec un anglais plus courant voire sophistiqué, sont des stéréotypes des amants potentiels du cinéma, le mâle romantique ayant souvent un accent différent, voire étranger. Le schéma est similaire dans La Belle et le Clochard (1955) avec Clochard et Lady.
Charles Salomon évoque une production de la fin des années 1970, intitulée Scruffy, dont le scénario, considéré comme trop proche de précédentes productions comme Les Aristochats, avait conduit à l'annulation de ce projet dirigé pendant deux ans par Ken Anderson. Le film racontait l'histoire d'un macaque berbère de Gibraltar durant la Seconde Guerre mondiale, avec un chef de macaque chantant, au caractère parfait pour Phil Harris étant similaire à Baloo dans Le Livre de la jungle, et une femelle macaque apprivoisée et choyée par ses maîtres, prénommée Amélia, qui se joignait à la bande de Scruffy et menaçait de dissoudre le groupe, ressort de scénario déjà présent dans La Belle et le Clochard (1955) et Les Aristochats. Le couple formé par Scruffy et Amélia devait, après maintes péripéties avec un espion allemand et un général et son chien, devenir les parents adoptifs de jumeaux, ressort émotionnel présent dans Les 101 Dalmatiens (1961).

### Pas de véritable méchant et des incohérences
Bob Thomas note une originalité concernant les chats : souvent cantonnés aux rôles de méchants dans les productions Disney, ils deviennent les héros dans Les Aristochats. En revanche, un des problèmes du film s'explique par le fait que le méchant majordome est presque agréable, un trait jamais rencontré chez les méchants de Disney. David Koenig cite Dick Huemer qui a déclaré que « les personnages méchants de Disney sont toujours noir et blanc et pas seulement chromatiquement, [ils sont dessinés] avec des traits abrupts, pas gris... Vous êtes un vilain ou vous ne l'êtes pas. Mais c'est une caractéristique du dessin animé, sinon [les personnages] sont fades ». Ollie Johnston et Frank Thomas précisent que la trame du film nécessitait un méchant mais que le majordome n'a rien d'extraordinaire. Johnston et Thomas se réjouissent toutefois que le succès du film ne dépende d'aucune relation victime-bourreau et que les autres personnages et autres événements fournissent la majeure partie du divertissement.
Koenig relève en outre quelques incohérences. L'une d'elles se produit après que Napoléon a déchiré l'arrière du pantalon du majordome sur sa moto. Celui-ci est à nouveau déchiré quelques secondes plus tard, alors que le domestique accidenté est accroché à un moulin, ce qui suggère que le vêtement a été rapiécé entre-temps. Une seconde incohérence consiste en l'apparition soudaine d'un cadenas sur le coffre dans lequel le majordome est enfermé. Koenig note également des anachronismes comme la présence des deux chiens du vieux Sud américain à Paris, un groupe de jazz en 1910 alors que le phénomène débute après la Première Guerre mondiale, ou un chat hippie, style des années 1960. La présence du jazz n'est toutefois pas une incohérence si on retient l'hypothèse de John Grant selon laquelle l'histoire se déroule dans les années 1930. Koenig évoque aussi parmi les anachronismes l'utilisation d'une « lampe Tiffany » qui provoque un jeu de lumière psychédélique, mais la société Tiffany & Co. a produit sa première lampe Peacock en 1905. Il existe d'autres erreurs comme le fait que, sur la malle dans laquelle Edgar termine enfermé, on lit « Tombouctou, Afrique-Équatoriale française » alors que cette ville, aujourd'hui malienne, était à l'époque en Afrique-Occidentale française. Mark Arnold ajoute qu'il est étrange que Richard Sherman évoque principalement dans les bonus du DVD les chansons coupées au montage final.

### Impact du film dans le contexte des relations franco-américaines
Les Aristochats a été un succès aux États-Unis comme en France, lieu où se déroule l'action. Or, la sortie du film en 1970 survient durant une période de réchauffement des relations franco-américaines. Durant les années 1960, la politique du général de Gaulle a visé à renforcer l'indépendance de la France, au besoin en s'opposant aux États-Unis, comme lors de la sortie du commandement intégré de l'OTAN ou lors de la fermeture, en 1966, des bases américaines situées dans l'hexagone. Cependant, Georges Pompidou, successeur de Charles de Gaulle en 1969, s'efforce d'adoucir les relations entre les deux pays. Pour Ramón Llanas, du journal espagnol La Vanguardia, le film Les Aristochats est un élément de conciliation destiné aux jeunes Américains qui découvrent ainsi Paris et les beautés de la France, logique reprise en 2007 avec Ratatouille, coproduit par Disney et Pixar et également sorti dans une période de réchauffement des relations franco-américaines. Ainsi, Llanas affirme que Les Aristochats « a fait découvrir aux petits Américains les merveilles de ce Paris canaille et distingué qui à lui seul justifie qu'on ne se fâche pas trop avec les Français ».

## Adaptations et réutilisations
Comme pour beaucoup de productions Disney, de nombreux produits dérivés ont vu le jour, notamment sous forme d'images Panini et de figurines Esso ou Kinder. Une suite devant sortir directement en vidéo a été évoquée en 2007 mais rapidement annulée.
En 2022, Walt Disney Pictures annonce une adaptation en prise de vues réelles des Aristochats.

### Livres
Les livres reprenant l'histoire du film de manière plus ou moins complète, et adaptés à diverses tranches d'âge, sont très nombreux et regroupés selon des collections. Une recherche effectuée en 2013 dans un catalogue marchand français donne les résultats suivants :
- Les Aristochats, Hachette Livre, coll. « Idéal-Bibliothèque », 1971, 379e éd. (ASIN 2230010026)
- Les Aristochats, Le Livre de Paris, coll. « Mickey club du livre », 1977 (ISBN 978-2-245-00664-1)
- Les Aristochats, France Loisirs, 1992 (ISBN 978-2-7242-3316-2)
- Les Aristochats, Club Dargaud, Paris, 1994  (ISBN 2-908803-25-9)
Scénario : Didier Le Bornec - Dessin : Mario Cortès - Couleurs : Jean-Jacques Chagnaud (lettrage Martine Ségard)[86]
- Les Aristochats, coll. « Disney Hachette », 1er février 1998, 80 p. (ISBN 978-2-230-00855-1)
- Les Aristochats, Hachette Jeunesse, coll. « Bibliothèque Rose », 14 janvier 2004, 1411e éd., 92 p. (ISBN 978-2-01-200881-6)
- Les Aristochats, Hachette Jeunesse, coll. « Mon livre-copain », 19 janvier 2005, 4631e éd., 10 p. (ISBN 978-2-230-01929-8)
- Les Aristochats, Paris, Hachette Jeunesse, coll. « Disney Cinéma », 14 mars 2008, 4631e éd., 96 p. (ISBN 978-2-01-463153-1)
- Les Aristochats, Paris, Hachette jeunesse-Disney, coll. « Disney Monde Enchanté », 14 mars 2008, 30 p. (ISBN 978-2-01-462861-6)
- Les Aristochats, Paris, Hachette Jeunesse, coll. « Mon histoire du soir », 11 février 2009, 4628e éd., 15 p. (ISBN 978-2-01-462874-6)
- Les Aristochats, Paris, Hachette Jeunesse, coll. « Mon petit livre-CD », 23 février 2011, 4637e éd., 36 p. (ISBN 978-2-01-463705-2)
- Les Aristochats, Paris, Hachette jeunesse, coll. « Disney Monde Enchanté », 8 juin 2011, 32 p. (ISBN 978-2-01-463912-4)
- Les Aristochats, Paris, Hachette Jeunesse, coll. « Disney Classique », 15 février 2012, 96 p. (ISBN 978-2-01-464051-9)
- Les Aristochats, Paris, Hachette Jeunesse, coll. « Disney Cinéma », 8 août 2012, 96 p. (ISBN 978-2-01-464189-9)
- Les Aristochats, Paris, Hachette Jeunesse, coll. « Disney Présente », 8 août 2012, 32 p. (ISBN 978-2-01-464132-5)

### Exploitation de la musique
La musique du film a été éditée aux États-Unis sous plusieurs versions.
- La première dans la collection Storyteller Series avec une narration par Peter Renaday et Robie Lester[59]. Phil Harris et Sterling Holloway conservent leur rôle dans cette version de même que Pat Buttram, George Lindsay, Monica Evans et Carole Shelley mais Sam Edwards joue Edgar, Candy Candido joue Scat Cat, et pour les chatons trois enfants sont crédités mais c'est Robie Lester qui joue Marie[59].
- Plusieurs versions de durées différentes d'extraits du film.
- Un album intitulé The AristoCats and Other Cat Songs, qui comprend trois titres issus d'autres productions Disney : Thomasina extrait du film Les Trois Vies de Thomasina (1964)[59], le thème de L'Espion aux pattes de velours (1963) et La Chanson des Siamois extraite de La Belle et le Clochard (1955)[87].

En 2013, la version française de Tout le monde veut devenir un cat a été reprise par Thomas Dutronc et Laura Smet sur une compilation intitulée We Love Disney. L'année suivante, l'album We Love Disney 2 a proposé trois reprises de la bande originale des Aristochats : Les Aristocats par Olivia Ruiz, Thomas O'Malley par Renan Luce et Gammes et Arpèges par Arielle Dombasle. En 2015, sur la version américaine de l'album We Love Disney, Ev'rybody Wants to Be a Cat est repris par Charles Perry.
En France, le film fut décliné en plusieurs adaptations comme des livres-disques dont un est narré par Louis de Funès, mais aussi par Anny Duperey en 1982, par Jacques Martin en 1982 ou Douchka en 1988.

### Reprise de l'animation et des acteurs
Durant les années 1970 et 1980, les productions Disney réutilisent des portions d'animations et les acteurs pour de nouvelles productions. C'est le cas pour Les Aristochats. La façon dont O'Malley et Duchesse dansent lors du concert des cats est reprise pour Robin et Belle Marianne dans Robin des Bois,. En outre, dans la même scène de Robin des bois, le chat flûtiste et le lapin batteur ont des ressemblances avec Scat Cat et le chat siamois des Aristochats.
Eva Gabor qui prête sa voix à Duchesse, prête aussi sa voix à Bianca dans Les Aventures de Bernard et Bianca (1977), donnant de la compassion et un ton déterminé. De même Michèle André qui prête sa voix à Duchesse dans la version française du film, prête sa voix à Belle Marianne dans la version française de Robin des Bois (1973). Selon John Grant, la souris Roquefort apporte les prémices du personnage de Basil dans Basil, détective privé (1986).